# Округ Калкашу (Луизијана)
Калкашу (енгл. Calcasieu Parish) је округ у америчкој савезној држави Луизијана.

## Демографија
По попису из 2010. године број становника је 192.768, што је 9.191 (5,0%) становника више него 2000. године.
| Група             | 2000.           | 2010.           |
| Белци             | 133.716 (72,8%) | 133.703 (69,4%) |
| Афроамериканци    | 44.025 (24,0%)  | 47.782 (24,8%)  |
| Азијати           | 1.172 (0,6%)    | 2.073 (1,1%)    |
| Хиспаноамериканци | 2.463 (1,3%)    | 4.945 (2,6%)    |
| Укупно            | 183.577         | 192.768         |